# أسل رأسي
الأسَل الرأسي (باللاتينية: Juncus capitatus) هو نوع نباتي ينتمي إلى جنس الأسل من الفصيلة الأسلية.

## البيئة والانتشار
موطنه معظم مناطق أوروبا والمغرب العربي وأدخل أيضًا إلى أستراليا ونيوزيلندا وأمريكا الشمالية.